# Museum Gingst

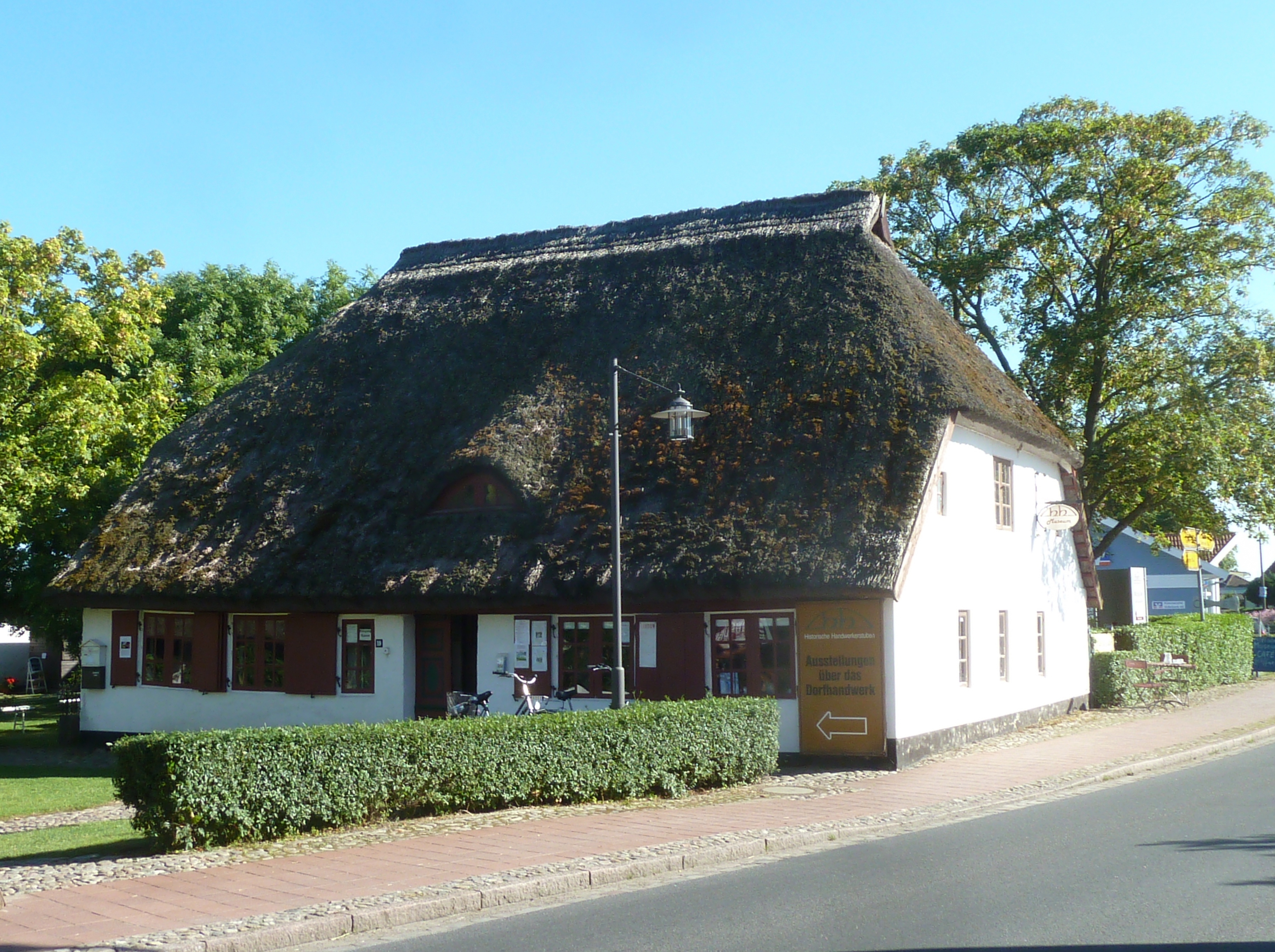
Haus Kremke

Die ehemaligen Wohnhäuser, das heutige Museum Gingst in Gingst (Mecklenburg-Vorpommern), Karl-Marx-Straße 19/20, stammen aus dem 18. Jahrhundert. Hier wird in einer Dauerausstellung Wohnen und Arbeiten auf der Insel um 1900 in den historischen Handwerkerstuben gezeigt.
Die Gebäude stehen unter Denkmalschutz.

## Geschichte

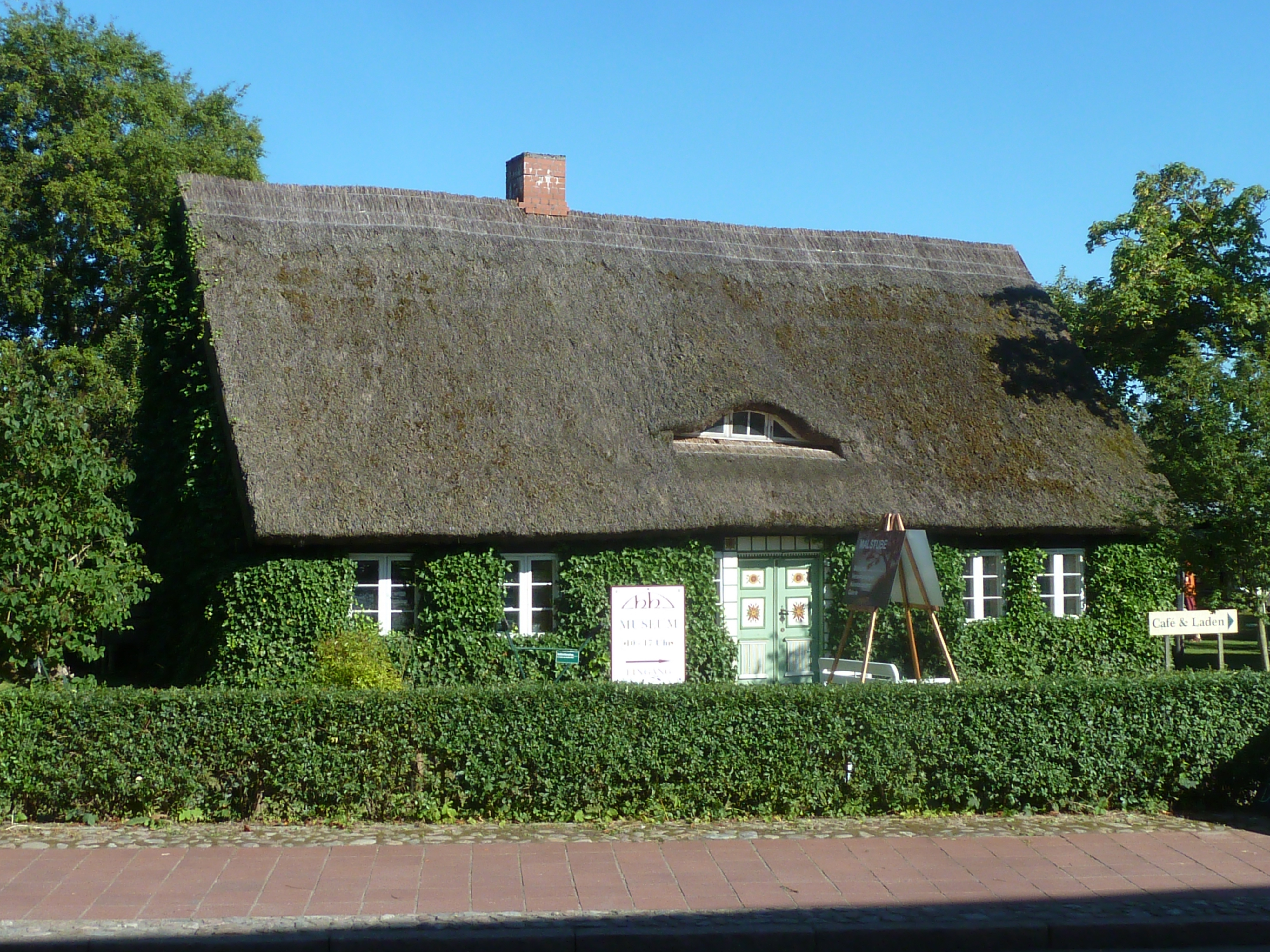
Efeuhaus

Die Gemeinde Gingst mit 1227 Einwohnern (2020) wurde 1232 als Ghynxt erstmals erwähnt.
Die eingeschossigen Fachwerkhäuser des Museumshofs mit Reetdächern und Fledermausgauben bestehen aus dem früheren Wohngebäude mit Krüppelwalmdach und einer Utlucht, der Kate (Efeuhaus) und der ehemaligen Scheune. Wohnhaus und Scheune wurden bis 1974 bewohnt und dann von der Gemeinde übernommen. Zunächst lagerten hier museale Geräte, die besichtigt werden konnten.
Die Scheune errichtete 1796 der Stellmacher Krehmke. Sie  wurde zum Schaumagazin und Veranstaltungsraum. Nach einem Sturmschaden von 1995 erhielt die Scheune bis 1999/2000 ein Notdach. Sie wurde im Rahmen der Städtebauförderung bis 2000 saniert. Seit 2000 ist hier ein Museumscafé mit Laden.
Das Haus Kremke gibt Einblicke in die Arbeits- und Wohnräume einer Schuster- und Schneiderfamilie sowie einer Weißnäherin. Im Obergeschoss des Hauses befinden sich eine kleine historische Spielesammlung und eine umfangreiche Fingerhutsammlung.
Das benachbarte sogenannte Efeuhaus, eine ehemalige Kate mit Satteldach, beherbergt nach der Sanierung die nachgestaltete Weberstube.
Auf dem Museumshof stehen u. a. ein alter Dreschkasten, ein Milchwagen mit Zubehör, eine Schmiede aus Berglase auf Rügen und das Handwerkzeug von Stellmachern und Tischlern. Durch die Fenster eines Nachbargebäudes kann eine nachgebildete Backstube gesehen werden.